# Національна дорога 4 (Польща)
Національна дорога № 4 — національна дорога, розташована в південній частині Польщі, з’єднує польсько-німецький кордон у Єндржиховіце з польсько-українським кордоном у Корчовій. У 1986–2016 роках проходила по трасі нинішньої національної дороги 94. З 20 липня 2016 дорога 4 повністю стала автострадою А4.

## Дивись також
- Європейська траса E22 § Стара система нумерації